# John Birmingham

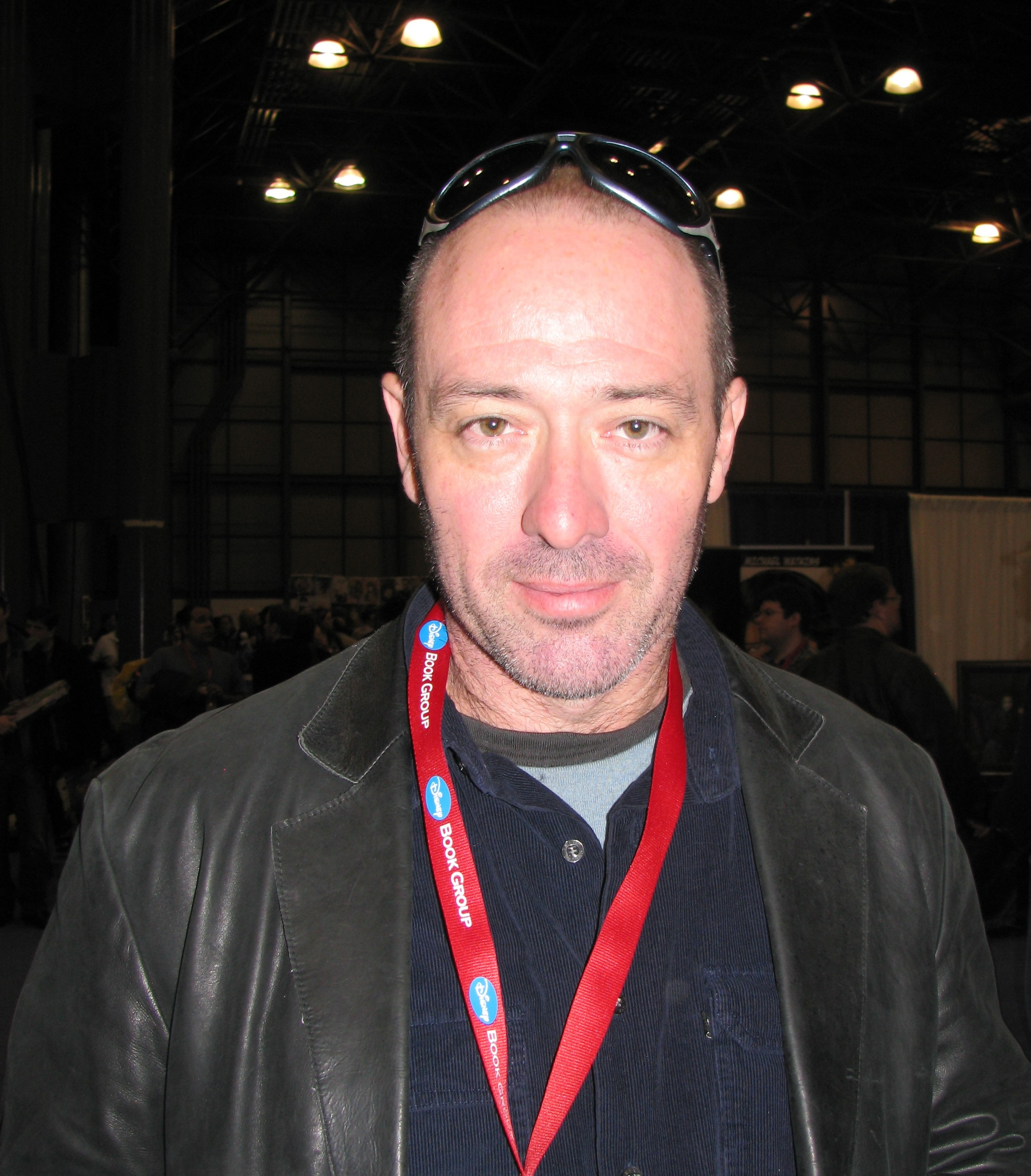
John Birmingham

John Birmingham (n 7 august 1964) este un scriitor australian. Birmingham s-a născut în Liverpool, Marea Britanie dar în 1970 a emigrat în Australia împreună cu părinții săi. El a crescut în Ipswich, Queensland. A frecventat St. Edmunds Christian Brother's College în Ipswich, și Universitatea din Queensland în Brisbane.

## Operă
- He Died With A Felafel In His Hand (1994
- The Tasmanian Babes Fiasco (Duffy and Snellgrove, 1997)
- The Search for Savage Henry
- How To Be A Man
- Off One's Tits